# Edifici de la Caixa de Pensions per a la Vellesa i l'Estalvi
Edifici de la Caixa de Pensions per a la Vellesa i l'Estalvi és una obra de Les (Vall d'Aran) inclosa a l'Inventari del Patrimoni Arquitectònic de Catalunya.

## Descripció
L'edifici, aïllat, ocupa un solar al peu de la carretera que uneix la vall amb França. Pericas hi projecta un edifici de planta baixa i dos pisos, dominat per una torre de grans proporcions, de planta rectangular, voluntàriament desintegrada de les altres parts de la construcció, amb un coronament en què combina una estructura de fusta i la maçoneria de pedra tosca de riu, tota ella de clares reminiscències pirinenques. Pel que fa a la façana principal, aquesta conté, a la planta baixa, la porta d'accés en un extrem, amb volta de mig punt i reclau, acompanyada d'un grup de dues finestres i una tercera, lleugerament separada, totes elles de mig punt. Al primer pis, sobre la porta hi ha una tribuna poligonal, coberta per una teuladeta de pissarra en la qual hi ha l'escut de l'entitat. L'acompanyen dues obertures regulars, una disposada sobre la parella de la planta baixa i, la segona, alineada sobre la de l'extrem del pis inferior. El segon pis es mostra amb un ampit continu sobre el qual, com en una galeria que recorre tota la façana, s'obren sis finestres separades per pilars. El ràfec és prominent i mostra els caps de biga. La teulada és de vessants compostos i coberta de pissarra, tot i que el carener de la part principal està disposat en paral·lel a la façana principal, la que dona a la carretera. A nord, l'edifici presenta una façana coronada per un pinyó esglaonat, amb una única obertura i de mida petita. La façana sud té un altre accés, de dimensions més modestes que el principal, que és l'accés a un habitatge, resolt amb un porxo amb pinyó i coberta de dues aigües. El parament general és arrebossat, amb excepció d'un sòcol de dimensions destacables, fet amb grans peces de carreus regulars.

## Història
Després d'un període de fort creixement, durant la dècada dels 30 del segle xx, la Caixa de Pensions va reprendre, passada la Guerra Civil, l'obertura de noves oficines al territori català. En aquest context, va encarregar a Josep M. Pericas el projecte de quatre edificis a l'Aran i la Cerdanya que, a més de les oficines, acollissin altres serveis relacionats amb l'obra social de l'entitat. L'arquitecte va respondre, segons afirma J.M. Puigvert, amb uns edificis que "mostren trets de monumentalitat i la voluntat de fer una arquitectura representativa amb continguts simbòlics". A l'Aran, Les va ser una de les viles que va disposar de noves oficines de La Caixa a partir del 1948.